# Mätasjärv
Mätasjärv (est. Kurtna Mätasjärv ) – jezioro w gminie Illuka, w prowincji Virumaa Wschodnia, w Estonii. Położone jest na terenie obszaru chronionego krajobrazu Kurtna (est. Kurtna maastikukaitseala). Ma powierzchnię 0,5 hektara, linię brzegową o długości 100 m, długość 320 m i szerokość 220 m. Jest otoczone lasem. Jest jednym z 42 jezior wchodzących w skład pojezierza Kurtna (est. Kurtna järvestik). Sąsiaduje z jeziorami Allikjärv, Kihljärv, Pannjärv, Nootjärv, Konnajärv, Ratasjärv.